# Pornóapáti
Pornóapáti (bis 1899 Pornó, deutsch Pernau, kroatisch Pornova) ist eine Gemeinde im Komitat Vas, im Kreis Szombathely (Steinamanger), unmittelbar an der Grenze zu Österreich. Sie liegt an dem Fluss Pinka.

## Geschichte

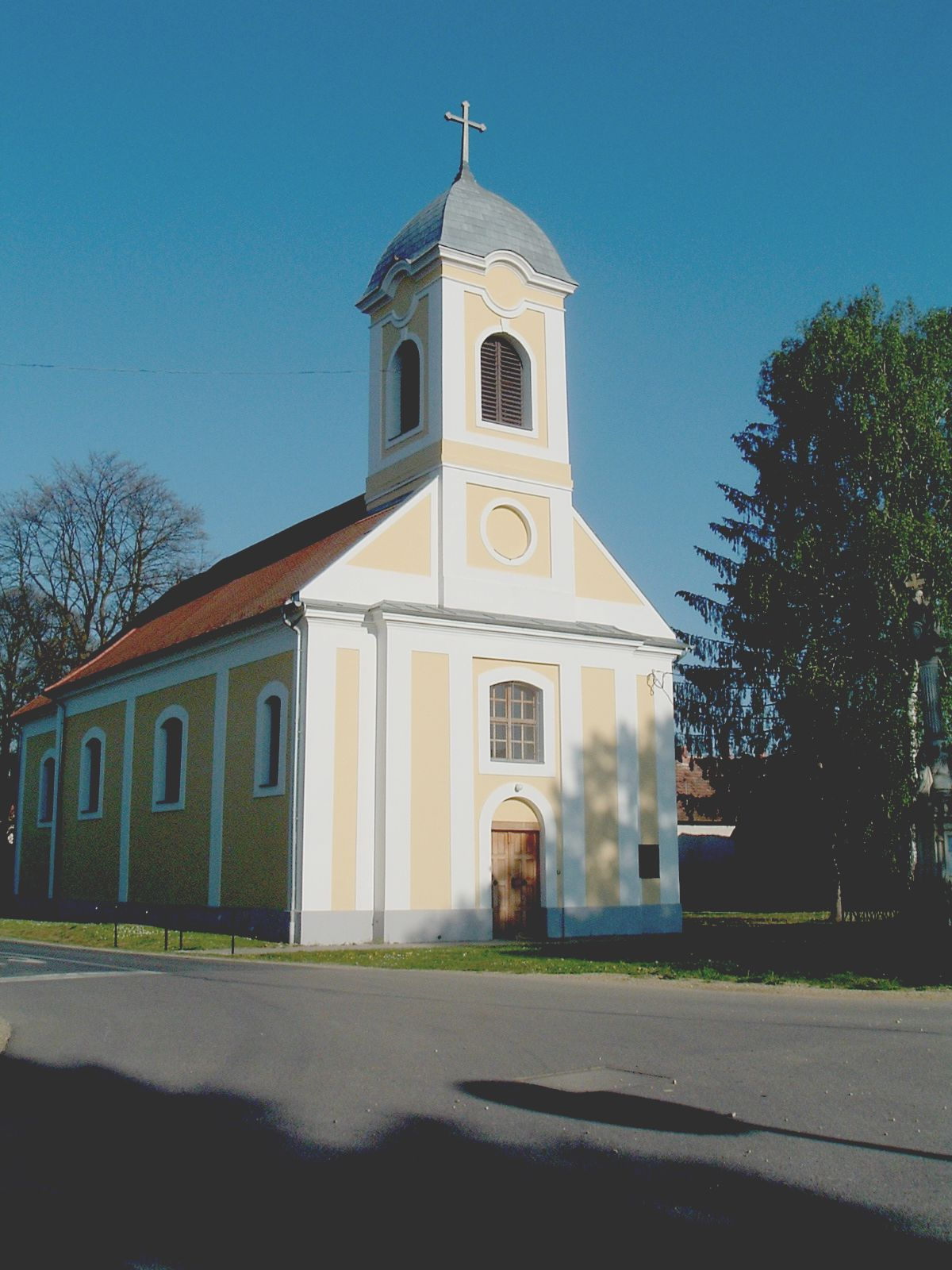
Römisch-katholische Kirche Szent Margit in Pornóapáti

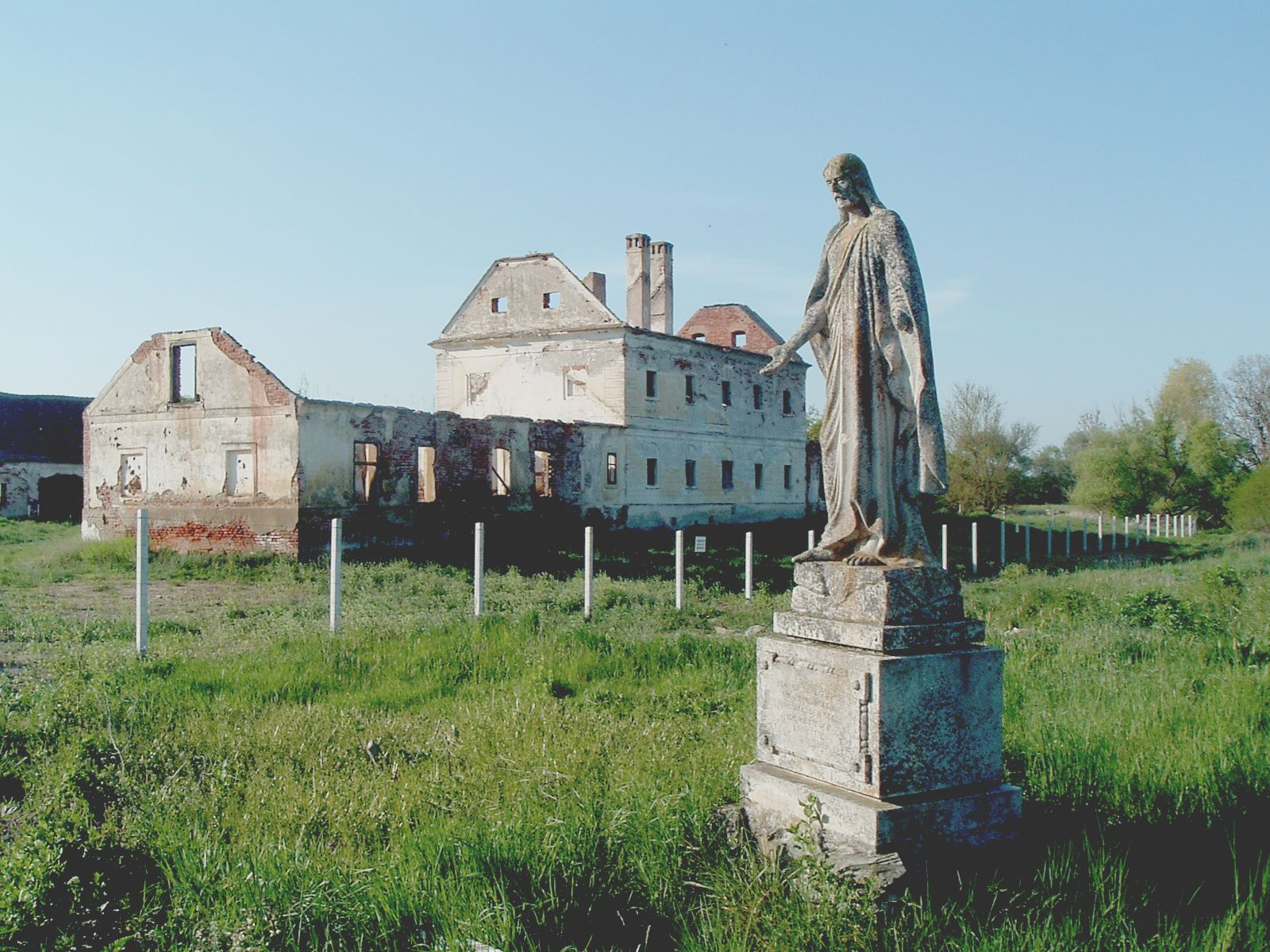
Reste des ehemaligen Gutshofes

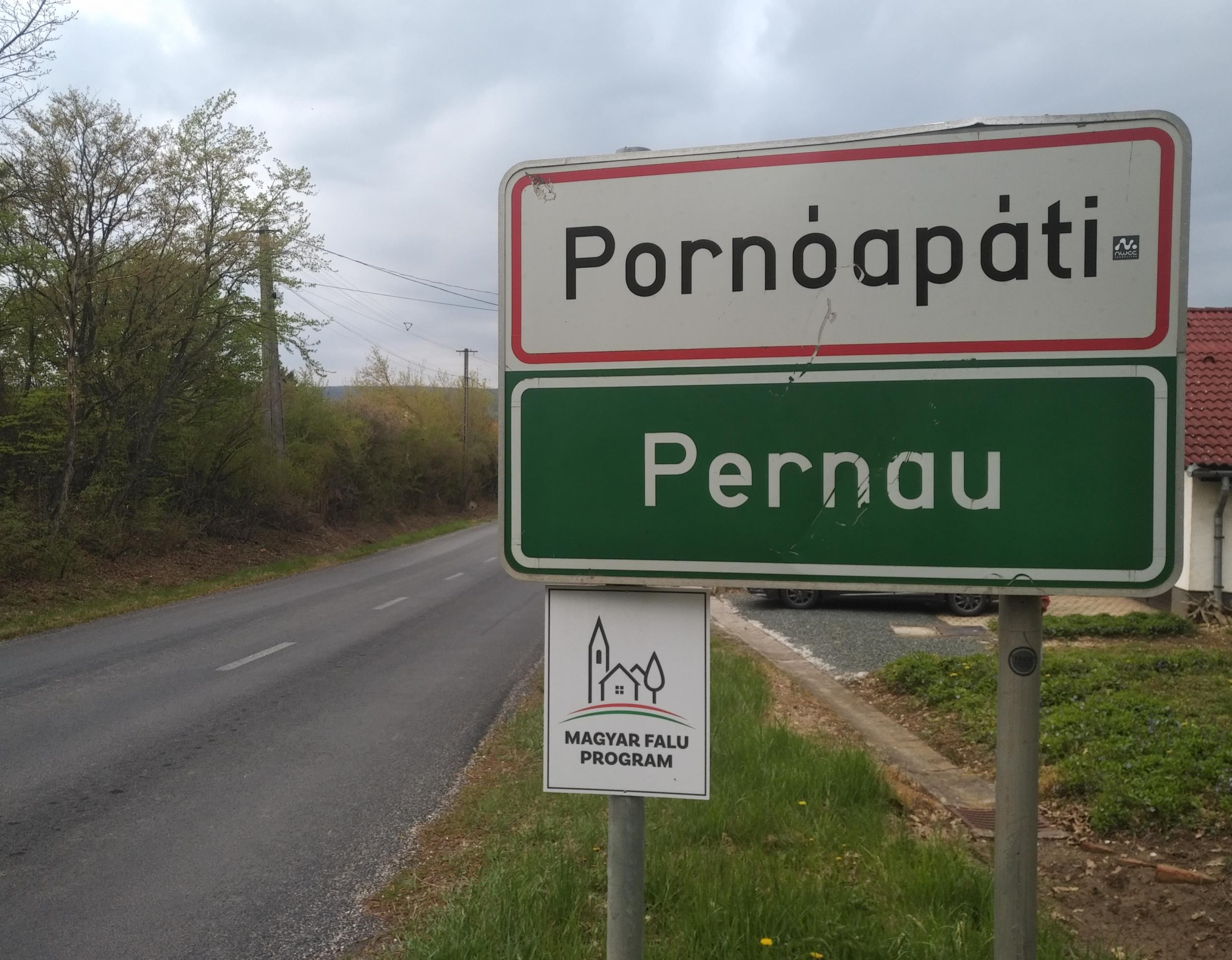
Zweisprachige Ortstafel auf Ungarisch und Deutsch

Auf dem Gemeindegebiet gab es schon zu römischen Zeiten mehrere Villen. Dies bezeugen auf dem Gebiet der Gemeinde gefundene römische Grabsteine aus dem 4. Jahrhundert mit lateinischen Inschriften. Eine Siedlung mit dem Namen Pornó wurde erstmals im Jahre 1221 erwähnt. Das Kloster Pernau wurde 1221 von einem Stefan (Stephanus), dem Sohn des Chepan, aus dem Adelsgeschlecht derer von Ják gegründet. Schutzherr dieser Abtei war 1457 ein gewisser Bertold Ellerbach; nach dem Aussterben seiner Familie war es dann der Erzbischof Tamás Bakócz. Nach dessen Ableben gelangte die Abtei in den Besitz seiner Erben, der Familie Erdődy. Im Zuge der Belagerung von Kőszeg (Güns) im 16. Jahrhundert durch die Türken wurde der Ort und das Kloster vollständig verwüstet, das Kloster wurde jedoch später wieder neu errichtet. Die Abtei wurde zu einer Festung gegen die heranstürmenden Türken ausgebaut. Die Reste der Wehrgräber, die das Kloster umgaben, sind bis heute zu sehen. 1643 erhielten die Jesuiten das Kloster Pernau übertragen und unterstellten es dem Kloster Szentgotthárd (Sankt Gotthard). Nach der Aufhebung des Jesuitenordens ging das Kloster in den Besitz der Fürsten von Esterházy, kurz danach der Fürsten von Liechtenstein über, verfiel dann aber. Im 18. Jahrhundert ging das Kloster langsam zugrunde, die Klosterkirche befand sich in einem solch desolaten Zustand, dass man 1799 beschloss, sie abzureißen. Aus den Resten des Abteigebäudes ist später der Gutshof „Ómajor“ (Althof) erbaut worden, knapp westlich des Pinka-Flusses, aber noch in Ungarn gelegen. In der Residenz des Gutsverwalters befindet sich ein in die Wand eingemauerter Stein aus dem Jahre 1612 mit einer Inschrift aus der ehemaligen Abtei Die jetzige katholische Dorfkirche (eine zweite, andere Kirche) wurde 1780 erbaut.
Das Dorf hatte 1910 696 mehrheitlich deutschsprachige Einwohner, mit einer ungarischen Minderheit. Nachdem das Burgenland in den Verträgen von St. Germain und Trianon Österreich zugesprochen wurde, erfolgte am 5. Dezember 1921 die offizielle Übergabe an Österreich. Darunter war auch die Gemeinde Pernau. Auf Betreiben Ungarns wurde vom Völkerbundrat am 19. September 1922 beschlossen 10 Gemeinden, darunter auch Pernau, wieder an Ungarn anzuschließen. Im Jänner 1923 erfolgte schließlich die Rückgabe von Pernau an Ungarn. Nach Angaben auf der Internetseite der Gemeinde Pernau sprechen geschätzt 70 % der Bewohner den deutschen Dialekt Hianzisch, statistische Erhebungen dazu existieren nicht. Es hat den Anschein, dass dieser Ort von der Deutschenaussiedlung des Jahres 1945 nicht erfasst wurde.
1922 wurde je ein Grenzübergang zwischen dem burgenländischen Bildein und Pornóapáti in Richtung Körmend einerseits, und zwischen dem Ort und dem burgenländischen Deutsch-Schützen in Richtung Graz andererseits eröffnet. Diese Übergänge wurden 1949 geschlossen und durch den Eiserner Vorhang abgeschlossen. Im Jahr 2005 begann die Neuherstellung der Straßen in der Verlängerung der Körmender und der Haupt-Straße. 2007 wurden mit dem Beitritt zum Schengener Abkommen die Grenzen geöffnet, und am 4. Dezember 2009 wurden die entsprechenden Straßenbauarbeiten auch auf österreichischer Seite abgeschlossen. Zeitgleich mit der feierlichen Eröffnung der Straße wurde der „Pinkatalbus“ auf der Strecke Güssing – Pornóapáti – Oberwart mit umweltfreundlichen Öko-Bussen eingerichtet, der aber schon 2010 wieder eingestellt wurde. Öffentliche Busverbindungen bestehen – an Werktagen annähernd im Stundentakt – nur nach Szombathely.
An Versorgungseinrichtungen wurde 1986 eine Trinkwasserleitung installiert und 2005 ein umweltfreundliches Kanalisations- und Fernwärmenetz gebaut, ein Gasnetz gibt es nicht. Der Ort weist keinerlei Geschäfte oder Gastronomiebetriebe auf, die Warenversorgung erfolgt durch eine Reihe mobiler Händler. Es existieren (Stand 2023) ein gemischter Chor, eine deutschsprachige Tanzgruppe, eine Freiwillige Feuerwehr, ein Pensionisten- und ein Sportverein.

## Zwei historische Zitate
Der Statistiker, Geograph und Pädagoge Andreas Vályi (1764–1801) notierte 1796:

„Pornó. Bernau. Ein deutsches Dorf im Burgkomitat Eisenburg (Vas), der Besitzer des Dorfes ist die ungarische „Wissenschaftliche Schatzkammer“ (ung.: „Tudományi Kintstár“), die Einwohner sind katholisch, es gibt auch Andersgläubige; es liegt am Wasser des Pinkaflusses, vom Dorf Monyorókerék 3/4 Meilen entfernt; es gibt hier auch eine Abtei; seine Ländereien sind mittelmäßig, seine Gutsbesitzungen sind verschiedenartig, beinahe zweitklassig.“

Der Statistiker, Geograph und Wirtschaftler Elek Fényes (1807–1876) schrieb über die Dorfgemeinde:

„Pornó, Pernau, ein deutsches Dorf, im Burgkomitat Eisenburg (Vas) gelegen, nahe am Wasser der Pinka, vom Postamt in Szombathely (Steinamanger) 2 Wegstunden entfernt, 506 katholische Einwohner, eine Pfarrei, mit einer Kirche. Berühmt ist diese Ortschaft für die alte Zisterzienserabtei mit Kloster, dessen Ursprung auf das Jahr 1235 zurückgeht. König Andreas II. hat 1221 einen Freiheitsbrief (Bulle) herausgegeben. In dieser Bulle wird erwähnt, dass Stefan und der Sohn des Stefan, genannt Chebán, Palatine (Reichsverweser) von Ungarn sind. Da der Palatin ein sehr frommer Mann ist, hat er sich an den Abt des Klosters in Sankt Gotthard gewandt, der ihn väterlicherweise empfangen hat. Dieser hat ihn dann eingekleidet und ihn mit dem Gewand seines Ordens bedeckt; Stefan ist in den Orden eingetreten und hat daraufhin alle seine Besitztümer, die er in Pernau und in Monyorókerék besaß, dem Kloster Sankt Gotthard übertragen. Es ist nicht bekannt, wann die Pernauer Abtei und die Besitztümer von Monyorókerék von den Zisterziensern zu Sankt Gotthard wieder weggekommen sind; aber es ist glaubhaft, dass es im Zuge der Türkenbelagerung von Kőszeg 1532 passiert sein muss, wobei der Feind hier alles mit Feuer und Eisen zerstört hat. Später, 1643, ist die Pernauer Abtei den Jesuiten von Sopron (Ödenburg) übertragen worden; nach ihrer Aufhebung (Anm.: des Jesuitenordens) und danach auch der königlichen Schatzkammer waren die Fürsten von Liechtenstein ihre Besitzer. Jetziger Besitzer der Abtei ist Erzherzog Ferdinand von Este.“

## Sehenswertes
- Kirche: eine 1780 erbaute, zu Ehren der heiligen Margarethe aus dem Geschlecht der Árpáden geweihte römisch-katholische Kirche. 1804 wurde die Kirche im Barockstil erbaut und am Ende des 19. Jahrhunderts im eklektischen Stil umgebaut. In ihrem Turm hängt die älteste Glocke Ungarns aus dem Jahre 1493. Das Altarbild wurde von Stefan Dorffmeister gemalt.